# Sybistroma luteicornis
Sybistroma luteicornis är en tvåvingeart som först beskrevs av Octave Parent 1944.  Sybistroma luteicornis ingår i släktet Sybistroma och familjen styltflugor. Inga underarter finns listade i Catalogue of Life.